# دهغاة جلالة (سادات محمودي)
دهغاة جلالة (بالفارسية: دهگاه جلاله) هي قرية تقع في إيران في قسم سادات محمودي الريفي. يقدر عدد سكانها بـ 217 نسمة بحسب إحصاء 2016.